# Болокан, Елена Константиновна
Елена Константиновна Болокан — советский хозяйственный и государственный деятель, лауреат Государственной премии СССР за выдающиеся достижения в труде.

## Биография
Родилась в 1950 году в Сорокском уезде Молдавской ССР. Член КПСС.
В 1971—1991 — слесарь-электромонтажник, бригадир комплексной комсомольско-молодежной бригады слесарей-электромонтажников Сорокского завода технологического оборудования
За большой личный вклад в увеличение производства и повышение качества выпускаемых автомобилей, тракторов и другой с/х техники была в составе коллектива удостоена Государственной премии СССР за выдающиеся достижения в труде 1985 года.
Депутат Верховного Совета Молдавской ССР 10-го и 11-го созывов. Делегат XXV съезда КПСС.
Жила в Молдавии.

## Награды
- Орден Октябрьской Революции (10.03.1981)
- Орден Трудового Красного Знамени (1976)